# Wheels (Foo Fighters)
Wheels is een nummer van de Amerikaanse hardrockband Foo Fighters. Het nummer werd uitgebracht als leadsingle van het eerste compilatiealbum Greatest Hits, dat in november 2009 uitgebracht werd.

## Achtergrondinformatie
Het nummer werd op 29 september digitaal uitgebracht en debuteerde in de week van 10 oktober op de elfde positie in de Amerikaanse Billboard Rock Songs en op achttien in de Billboard Alternative Songs. Wheels is een mid-tempo rocknummer met veel echo van Grohl, dat in de videoclip door gitarist Chris Shiflett en door drummer Taylor Hawkins worden gezongen. Het nummer is een van de twee nieuw opgenomen nummers voor het album, waar Word Forward de tweede is. Beide nummers zijn geproduceerd door Butch Vig.

## Videoclip
De videoclip is geregisseerd door Sam Brown, die eerder onder andere The Pretender van de band regisseerde. De clip speelt zich af in een opnamestudio waar de band het nummer aan het spelen is. De videoclip verschijnt op een dvd dat bij het album verkrijgbaar is.

## Tracklist
1. "Wheels" — 04:37
2. "Word Forward" — 3:46

## Hitnotering

### Nederlandse Top 40
| "Wheels" in de Nederlandse Top 40 - binnen: 31-10-2009 | "Wheels" in de Nederlandse Top 40 - binnen: 31-10-2009 | "Wheels" in de Nederlandse Top 40 - binnen: 31-10-2009 | "Wheels" in de Nederlandse Top 40 - binnen: 31-10-2009 | "Wheels" in de Nederlandse Top 40 - binnen: 31-10-2009 | "Wheels" in de Nederlandse Top 40 - binnen: 31-10-2009 | "Wheels" in de Nederlandse Top 40 - binnen: 31-10-2009 |
| Week                                                   | 1                                                      | 2                                                      | 3                                                      | 4                                                      | 5                                                      |                                                        |
| ------------------------------------------------------ | ------------------------------------------------------ | ------------------------------------------------------ | ------------------------------------------------------ | ------------------------------------------------------ | ------------------------------------------------------ | ------------------------------------------------------ |
| Nummer                                                 | 33                                                     | 25                                                     | 19                                                     | 28                                                     | 39                                                     | uit                                                    |

### NPO Radio 2 Top 2000
| Nummer met noteringen in de NPO Radio 2 Top 2000 | '15  | '16  | '17  | '18  |
| ------------------------------------------------ | ---- | ---- | ---- | ---- |
| Wheels                                           | 1361 | 1654 | 1478 | 1682 |

1. ↑  Een vetgedrukt getal geeft de hoogste notering aan.
2. ↑  2015 was het eerste jaar met een notering voor dit nummer.
3. ↑  Deze tabel is bijgewerkt tot en met de laatste editie (2024).